# Marie de Romieu
Pour les articles homonymes, voir Romieu.
Marie de Romieu est une femme de lettres française, née vers 1545 à Viviers en Ardèche et morte vers 1590.

## Biographie
On ne sait presque rien de Marie de Romieu, si ce n'est qu'elle ne serait pas issue de la noblesse,,, qu'elle serait la sœur cadette de Jacques de Romieu, un autre écrivain du XVIe siècle, et qu'elle fait paraître en 1572 l'adaptation d'une œuvre d'Alessandro Piccolomini, Instruction pour les jeunes dames, puis en 1581 ses œuvres poétiques. Celles-ci comprennent plusieurs sonnets, complaintes et élégies, ainsi qu'une savoureuse pièce de vers, le Discours que l'excellence de la femme surpasse celle de l'homme, féministe avant la lettre.

## Œuvres
- Marie de Romieu, Les premières œuvres poétiques de Mademoiselle Marie de Romieu, Vivaroise : contenant un brief discours que l'excellence de la femme surpasse celle de l'homme, non moins recréatif que plein de beaux exemples, Paris, L. Breyer, 1581, 50 ff. ; in-12 (BNF 31241301) Les premières œuvres poétiques de Mademoiselle Marie de Romieu sur Gallica
- Marie de Romieu, Les Devis amoureux de Mariende et Florimonde, mère et fille d'allience, Paris, J. Corrozet, 1607, In-16 (BNF 39336100)
- Alessandro Piccolomini, Marie de Romieu, Catherine Des Roches et Madeleine Des Roches (trad. Marie de Romieu), Instruction pour les jeunes dames, par la mère et fille d'alliance, Paris, sur la copie imprimée à Lyon par J. Dieppi, 1597, 73 ff. ; in-12 (BNF 31241299)[Note 1]